# Aereo-Plain
Aereo-Plain è il settimo album in studio del musicista e cantante statunitense John Hartford. Uscito nel 1971, è il primo dei due album che Hartford pubblicò con la Warner Bros., dopo un avvio di carriera alla RCA.
Giunse solo al 193º posto della classifica Billboard 200: la Warner fu spinta a promuovere blandamente il disco successivo, Morning Bugle, tanto che di lì a poco Hartford sarebbe passato alla Flying Fish Records.
È diffusa l'opinione secondo cui Aereo-Plain sia l'album antesignano del genere cosiddetto "newgrass". Nel tempo, è diventato un album di culto.

## Storia
Forte dell'enorme successo di Gentle On My Mind, Hartford ha la sufficiente indipendenza economica da seguire con coerenza il proprio gusto musicale e raccoglie alcuni importanti musicisti della scena bluegrass (Norman Blake al mandolino, Vassar Clements al violino, Tut Taylor al dobro e Randy Scruggs al basso).

## Riedizioni
Aereo-plain fu ripubblicato in CD nel 1997 dalla Rounder Records. Nel 2002 venne pubblicato Steam Powered Aereo-Takes, una collezione di outtakes e demo dalle sessioni di registrazione dell'album.

## Tracce
Tutti i brani sono di John Hartford, tranne dove indicato.
1. Turn Your Radio On – 1:22 (Albert E. Brumley)
2. Steamboat Whistle Blues – 3:23
3. Back in the Goodle Days – 3:34
4. Up on the Hill Where They Do the Boogie – 2:43
5. Boogie – 1:42
6. First Girl I Loved – 4:35
7. Presbyterian Guitar – 2:04
8. With a Vamp in the Middle – 3:25
9. Symphony Hall Rag – 2:48
10. Because of You – 1:02
11. Steam Powered Aereo Plane – 3:43
12. Holding – 1:47
13. Tear Down The Grand Ole Opry – 3:28 (Hartford, Robert Taylor)
14. Leather Britches – 1:58 (tradizionale)
15. Station Break – 0:13
16. Turn Your Radio On – 2:16

## Formazione
- John Hartford - canto, banjo, chitarra, violino
- Norman Blake - mandolino, chitarra, canto
- Vassar Clements - violino, violoncello, viola, canto
- Tut Taylor - dobro, canto
- Randy Scruggs - basso elettrico, canto

## Produzione
- David Bromberg - produttore
- Warren Dewey e Claude Hill - ingegneri del suono
- Toby Mountain - missaggio
- Peter Amft - fotografia
- Sam Bush - note